# Syracuse University

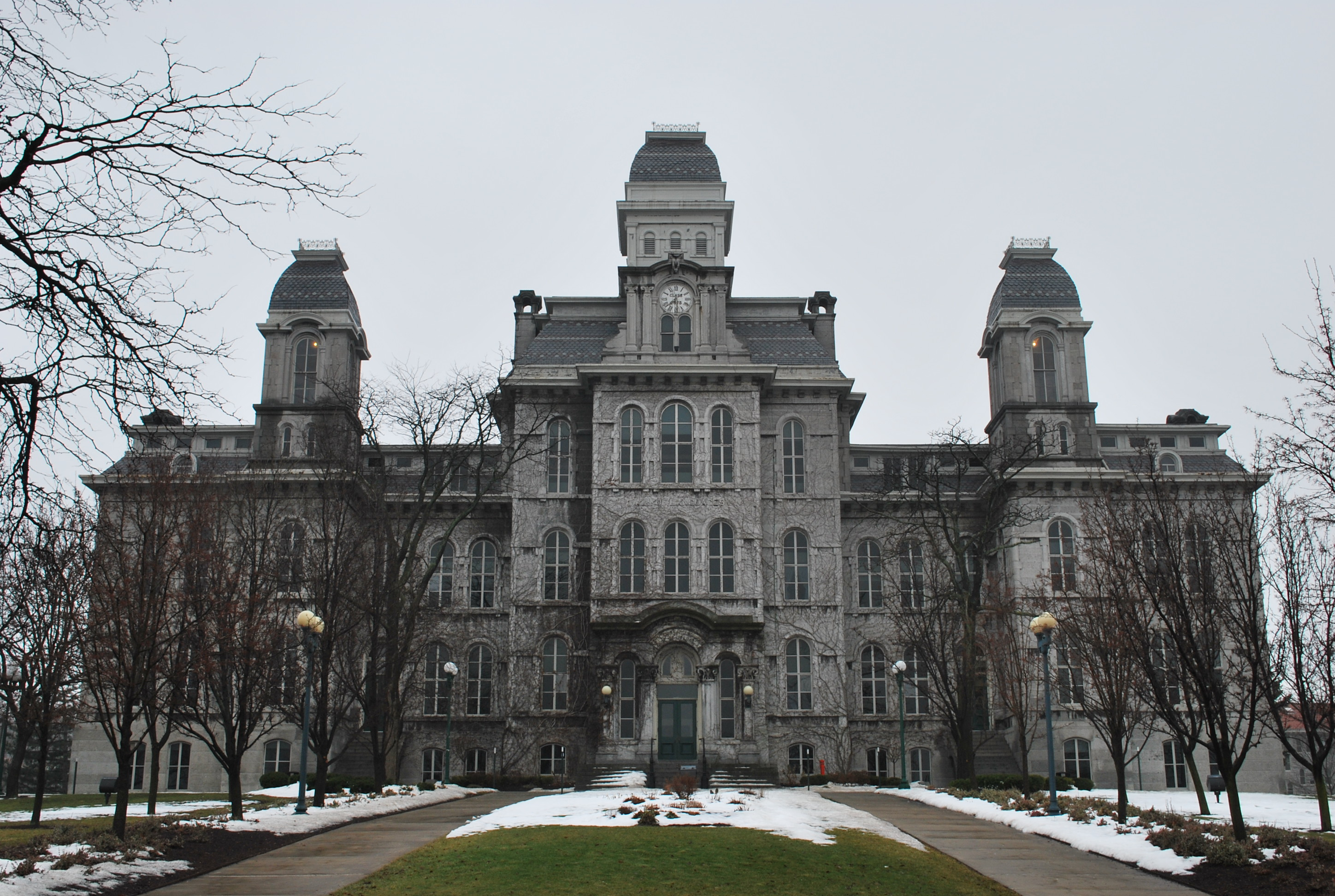
Hall of Languages

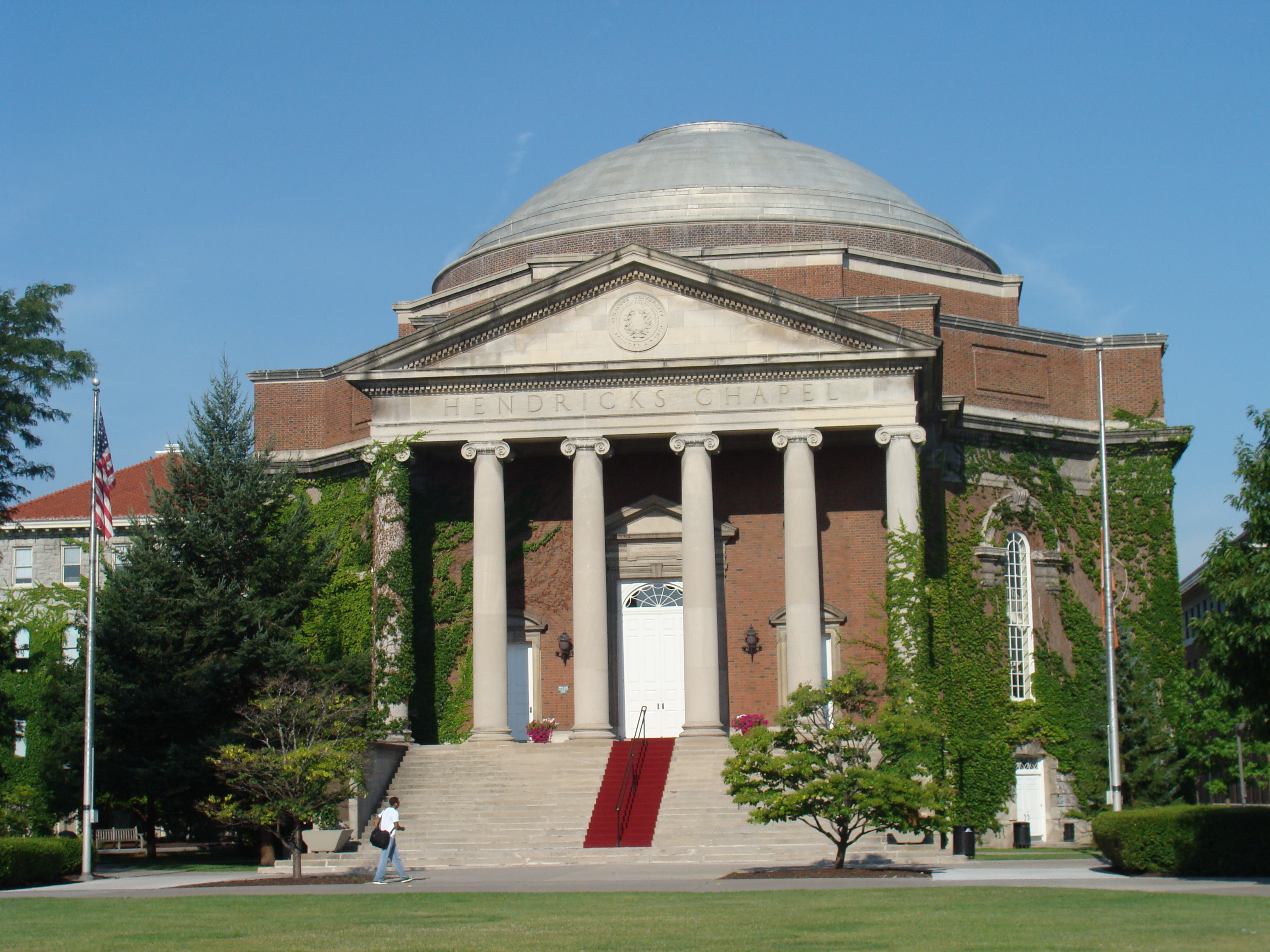
Hendricks Chapel

Syracuse University (Förkortas SU, smeknamn Cuse) är ett amerikanskt universitet i orten Syracuse i delstaten New York.

## Grundas
Förenade Metodistkyrkan grundade universitetet 1870. Banden med kyrkan finns kvar vilket bland annat märks genom att ett flertal kapell finns på skolområdet. Kyrkan har dock inget inflytande över skolförvaltningen idag.

## Motto
Suos Cultores Scientia Coronat, vilket betyder "Kunskap kröner den som söker den".

## Ämnen
- Arkitektur
- Kommunikation
- Företagsekonomi
- Teknik
- Biblioteks- och informationsvetenskap
- Offentlig förvaltning
- Juridik

## Sport
Universitetet har bland annat lag i friidrott, rodd, basket, amerikansk fotboll, boxning, lacrosse, volleyboll, rodd, fotboll, landhockey, softboll, tennis och ishockey. Universitetet räknas till Big East.

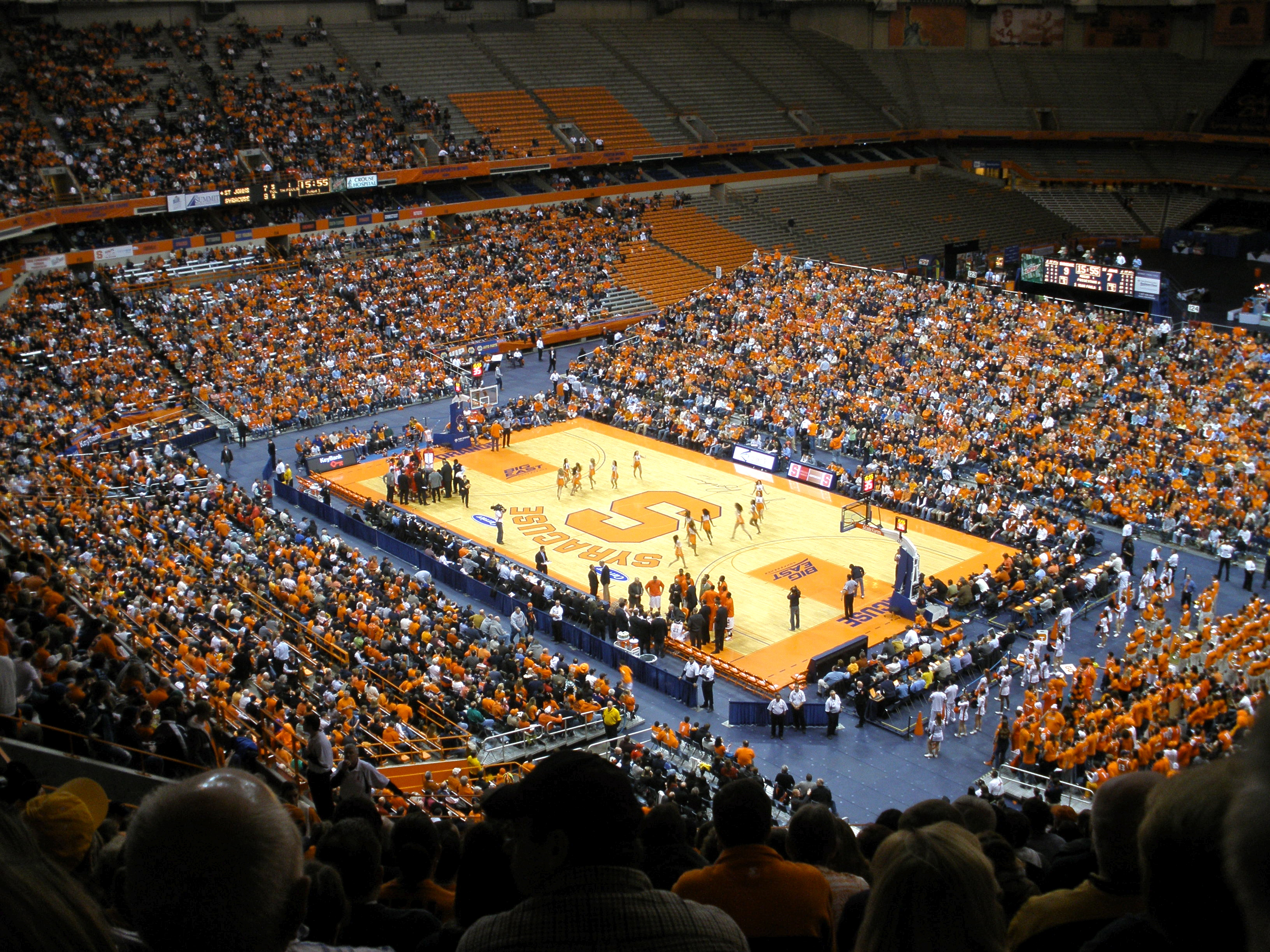
Carrier Dome under en basketmatch då halva arenan används
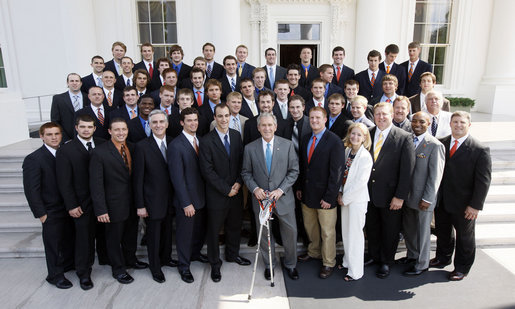
Syracuses lacrosselag får pris i Vita huset av presidenten George W. Bush efter segern år 2008 National Collegiate Athletic Association Division I national championship.
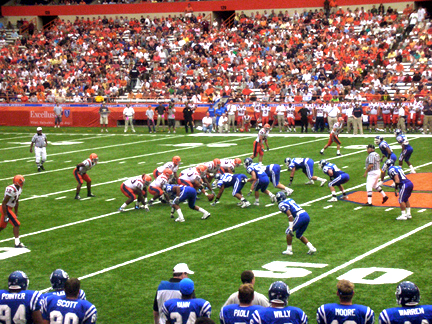
Syracuse Orange heter universitetets amerikanska fotbollslag. Här spelar de på hemmaarenan Carrier Dome.
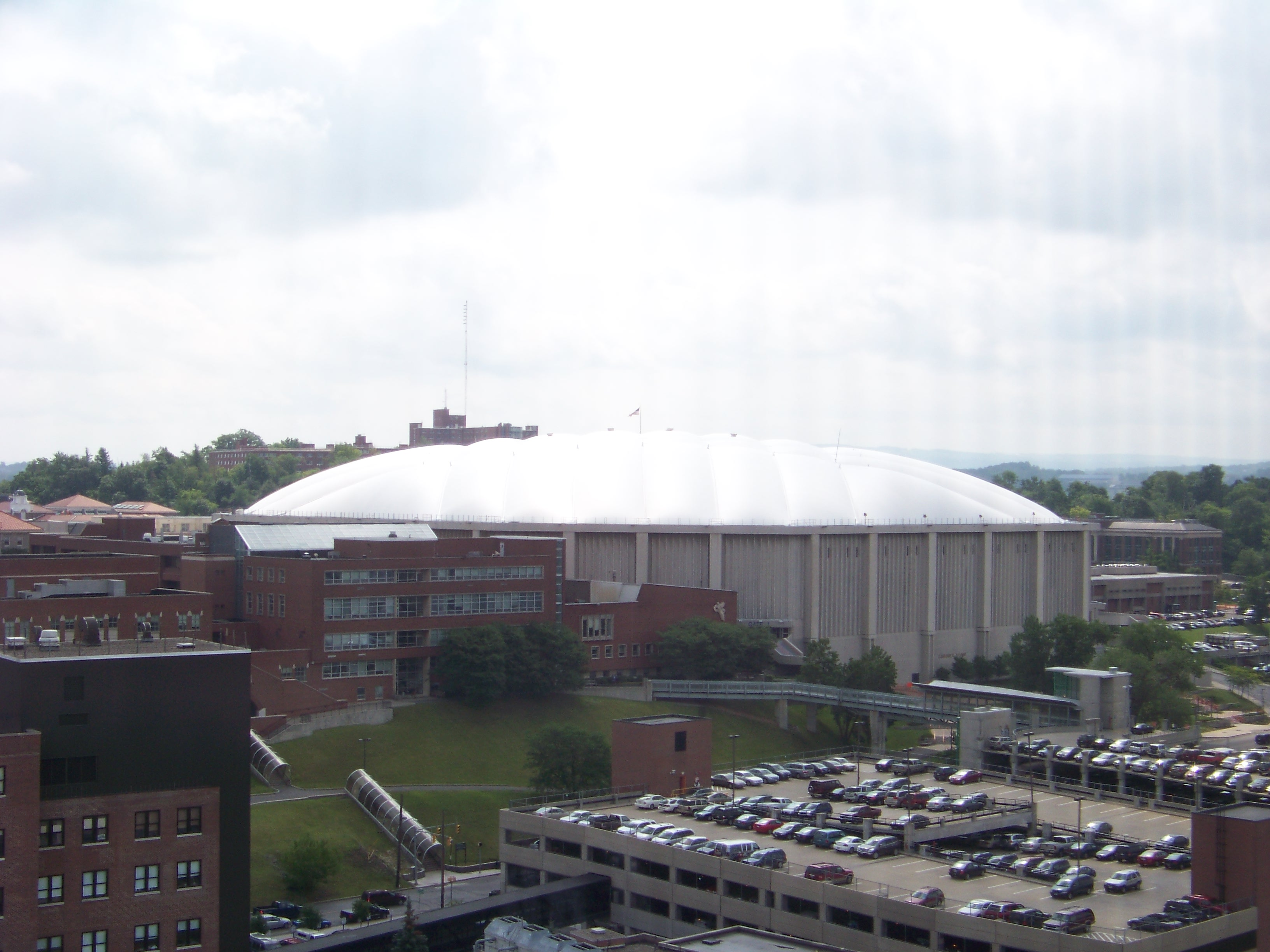
Carrier Dome är en arena på universitetsområdet.

## Lockerbieattentatet

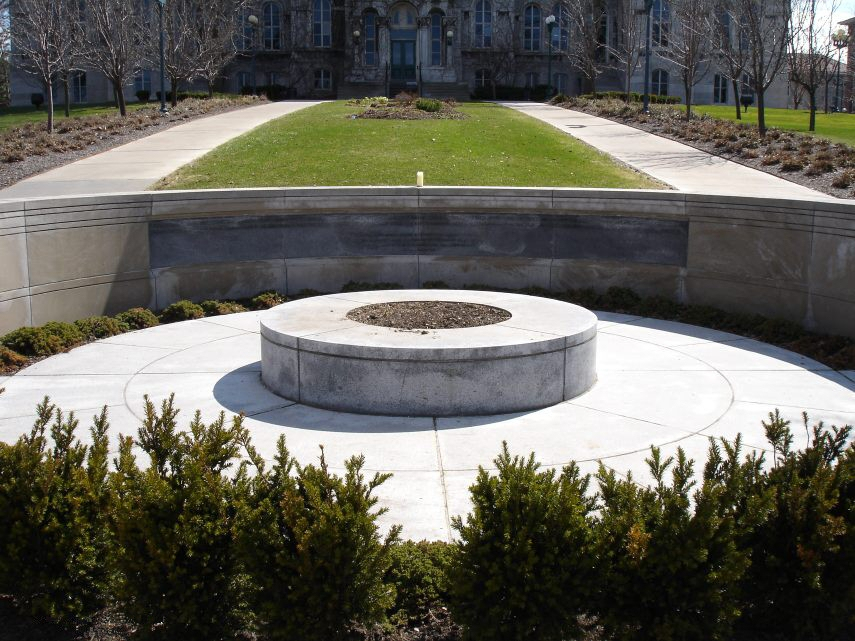
Minnesmärke över de 35 omkomna eleverna.

Lockerbieattentatet den 21 december 1988 drabbade skolan hårt då 35 elever befann sig på planet som sprängdes varvid alla dödades.

## Kända studenter
- Ernest Becker kulturantropolog
- Joe Biden president i USA
- Joyce Carol Oates författare
- John D. MacDonald författare
- Shirley Jackson författare
- Alice Sebold författare
- Robert Jarvik uppfann det första konstgjorda hjärtat.
- Moses I. Finley forskare
- Vanessa L. Williams sångerska
- Taye Diggs skådespelare
- Aaron Sorkin manusförfattare för filmer och tv-serier.
- Peter Falk skådespelare känd för rollen som Columbo
- Al Davis Tränare och klubbägare inom amerikansk fotboll Oakland Raiders
- Lou Reed musiker
- Wikimedia Commons har media som rör Syracuse University.